# María Josefa Álvarez de Arenales
María Josefa Álvarez de Arenales   (Salta, 1 de setembre de 1807 - Buenos Aires, 15 de juny de 1890) María Josefa Natalia Álvarez d'Arenals va ser una patriota que de ben jove va contribuir econòmicament amb l'exèrcit argentí per sostenir la guerra de la Independència. És considerada una de les Patrícies Argentines.

## Biografia
Segons l'historiador i genealogista Carlos Ibarguren, era descendent del colonitzador espanyol Domingo Martínez de Irala. Els seus avantpassats tenien un remot origen mestís guaraní, que compartia amb molts pròcers de l'època de la Independència. Era filla del general Juan Antonio Álvarez de Arenales i de Serafina de González Hoyos.
Va segellar la seva unió indissoluble amb el seu cosí segon, el coronel Evaristo de Uriburu, amb qui perllongaria un il·lustre llinatge. En la seva progènie, hi figuren dos Presidents de la República: el seu fill José Evaristo Uriburu, i el seu net, el general José Félix Uriburu.
Un altre dels seus fills, el general Napoleón Uriburu, va participar en les guerres civils argentines, en la Guerra del Paraguai, en la Conquesta del Desert, en la conquesta del Chaco i va ser governador dels territoris del Chaco i de Formosa. Era a més cosina germana del doctor Juan Antonio Fernández.
Durant la Guerra de la Independència Argentina, María Josefa va donar les seves joies i estalvis en suport de la causa patriota, per la qual cosa el general José de San Martín la va condecorar amb una medalla i una banda amb la inscripció Al patriotisme, rebent també un pergamí que explicava que havia estat concedida Per honrar el pit de les dames que han sentit les desgràcies de la pàtria.
Va acompanyar al seu pare a l'exili i va tornar després amb el seu marit a la seva terra natal. Després del recés del seu marit es va radicar finalment amb la seva família a la ciutat de Buenos Aires, on l'any 1874 li va ser lliurat el crani del seu pare, que la seva família conservaria fins al 1959 quan va ser col·locat en el Panteó de Salta.
Va morir a Buenos Aires el 15 de juny de 1890. La seva filla Josefa Uriburu de Girondo va finançar a la ciutat de Salta la construcció d'un hospital de tuberculosos que va portar el seu nom.